# Jaime Cortesão
Jaime Zuzarte Cortesão (29 avril 1884 - 14 août 1960) est un médecin, homme politique, historien et auteur portugais. 

## Biographie
Cortesão est né à Ançã près de Cantanhede. Il étudie la médecine à l'Université de Porto.   
En 1919, il est directeur de la Bibliothèque nationale de Lisbonne. La même année, il est fait officier de l'Ordre de Sant'Iago de l'Épée. 
En 1921, il écrit plusieurs articles dans la revue ''Atlantida'' (pt) et le périodique Seara Nova (pt). Démocrate et républicain, il est l'un des premiers chefs de la contre-rébellion à Porto en 1927 contre le régime fasciste Estado Novo. 
Il est envoyé en exil en France, puis au Brésil en 1940. 
De retour au Portugal en 1957, il y décède en 1960. Un mémorial lui dédié au Cimetière dos Prazeres à Lisbonne.
Il reçoit, à titre posthume, le grade de Grand Officier de l'Ordre de la Liberté et la Grand-Croix de l'Ordre du Prince Henri le Navigateur. 

## Travaux
Certains de ses travaux en tant qu'historien étaient liés aux découvertes portugaises du monde et du Brésil colonial.  
Il a également fait des chansons folkloriques et les a distribué, se présentant comme le successeur de l'écrivain Almeida Garrett . 

### Liste des œuvres
Poésie
- 1910 : A Morte da águia
- 1923 : Divina voluptuosidade
- 1940 : Missa da meia-noite

Pièces
- 1916 : O Infante de Sagres (Chevalier de Sagres)
- 1921 : Adão e Eva (Adam et Eve)

Non-fiction
- 1941 : O carácter lusitano do descobrimento do Brasil (The Lusitanian Character on the Discovery of Brazil)
- 1943 : A carta de Pêro Vaz de Caminha (Map by Pero Vaz de Caminha)
- 1949 : Eça de Queiroz e a questão social (Eça Queiroz and the Social Question)
- 1960-1962 : Os descobrimentos portugueses (Portuguese Discoveries) - 2 volumes
- 1941 : O carácter lusitano do descobrimento do Brasil ( Le personnage lusitanien à la découverte du Brésil )
- 1943 : A carta de Pêro Vaz de Caminha ( Carte de Pero Vaz de Caminha )
- 1949 : Eça de Queiroz ea questão social ( Eça Queiroz et la question sociale )
- 1960-1962 : Os descobrimentos portugueses ( Découvertes portugaises ) - 2 volumes